# Красный Яр (Такмыкское сельское поселение)
Красный Яр — упразднённая в 1998 году деревня в Большереченском районе Омской области России. Входила в состав Такмыкского сельского поселения.

## География
Располагалась на левом берегу реки Иртыш, в 6 км к юго-востоку от села Евгащино.

## История
Основана в 1824 г. В 1928 году состояла из 86 хозяйств. В административном отношении являлась центром Красноярского сельсовета Евгащинского района Тарского округа Сибирского края.
Исключена из учётных данных в 1998 г.

## Население
По переписи 1926 г. в деревне проживали 393 человека (189 мужчин и 204 женщины), основное население — русские

## Хозяйство
По данным на 1991 г. деревня являлась бригадой совхоза «Дзержинский».